# Qi

Qi als Langzeichen der chinesischen Schrift

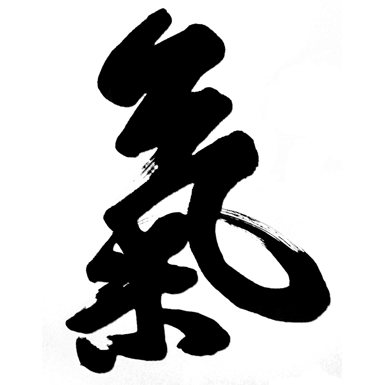
Qi als chinesische Kalligrafie

Der chinesische Begriff Qi bzw. Qì (chinesisch 氣 / 气, Pinyin qì, IPA (hochchinesisch) [tɕʰi˥˩], W.-G. Ch'i, deutsche Aussprache meist [tʃiː]), auch als Ch'i, in Japan als Ki (japanisch き / 気) und in Korea als Gi (kor. 기 / 氣) bekannt, bedeutet Energieströme im Körper, Atem oder Fluidum, kann aber wörtlich übersetzt auch Luft, Gas (in Physik und Chemie), Dampf, Hauch, Äther sowie Temperament, Kraft oder Atmosphäre bedeuten (vgl. griechisch pneuma). Außerdem bezeichnet Qi die Emotionen des Menschen und steht nach moderner daoistischer Auffassung auch für die Tätigkeit des neurohormonalen Systems.
Für viele Anhänger des Daoismus ist Qi eine Grundsubstanz der Welt. Der Begriff findet sich etwa im Zusammenhang mit Yin und Yang im 42. Kapitel des Daodejing. Der daoistische Philosoph Zhuangzi beschrieb gar Qi als „Schöpfer der Wandlungen“ im Kosmos. Vor allem ist die Vorstellung vom Qi die ideelle Grundlage der traditionellen chinesischen Medizin (TCM) und der sogenannten inneren Kampfkünste.
Die Vorstellung vom Qi prägt bis heute das Weltverständnis vieler Menschen in Asien und zunehmend auch im Westen und hat Bedeutung für verschiedene Religionen. In adaptierter Form findet das mit dem Begriff verbundene Konzept seit dem 19. Jahrhundert auch Eingang in das westliche Denken, insbesondere als Bestandteil esoterischer Lehren.

## Natur des Qi in der traditionellen chinesischen Medizin
Nach Auffassung der Kultur des Alten China durchdringt und begleitet das Qi als fließende Lebenskraft alles, was existiert und geschieht – sein Stillstand kann dabei gleichbedeutend mit Tod sein. Als immaterielle Substanz, aus der das ganze Universum sowohl in physischer als auch geistiger Hinsicht besteht, wird es vorgestellt als vitale Energie, Lebenskraft oder eines alles durchdringenden kosmischen Geistes, ist dabei aber weder physischer noch geistiger Natur. In einer sich ständig verändernden Wirklichkeit stellt das Qi die vitale Essenz dar.
Eine besondere Bedeutung hat der Fluss des Qi für die belebte Welt. So trägt z. B. das Qi der Sonne zum Wachstum der Pflanzen bei, das Qi des Funktionskreises Leber verteilt das Blut/Xue im Körper, das Qi der Mutter behütet das Kind, das Qi der Erde trägt das Haus usw. Nach überlieferter Vorstellung entstand die Welt aus dem ursprünglichen Qi (Yuanqi), in dem Yin und Yang noch vermischt waren. Himmel und Erde bildeten sich erst durch Trennung „des Einen“: Was Yangqi empfing, stieg hell und klar empor und wurde Himmel, was Yinqi erhielt, wurde dunkel und schwer und sank zur Erde.
Qi wird in der traditionellen chinesischen Medizin (TCM) als generelle Lebensenergie oder Energie des Spirituellen angesehen. Das Qi im Körper wieder in seinen natürlichen, ausgeglichenen Zustand zu bringen, ist das Grundprinzip jeder traditionellen chinesischen Therapieform.
Bei einer perfekten Harmonie beider Kräfte ist auch der Qi-Fluss im Körper ausgeglichen. Das Modell der traditionellen chinesischen Medizin geht davon aus, dass der menschliche Körper im Inneren Funktionskreise beziehungsweise „Elemente“ aufweist, die mit einem Energiefluss korrespondieren, der teilweise an der Körperoberfläche und teilweise leicht darunter verläuft. Nach daoistischer Auffassung sind die wichtigsten Bahnen das Diener- und das Lenkergefäß. Man nennt diese Kanäle des Energieflusses „Leitbahnen“ oder „Meridiane“. Diese Vorstellungen widersprechen wissenschaftlichen Erkenntnissen über Funktion und Aufbau des menschlichen Körpers.
Krankheit ist ein Produkt der Unterbrechung dieses harmonischen Flusses. Nach dieser Auffassung kann Krankheit u. a. durch mangelnden Qi-Fluss, durch Stockung, durch Mangel an Qi selbst oder durch verbrauchtes Qi, das nicht abgeleitet wurde, entstehen. Die TCM versucht daher, physische Krankheiten durch verschiedene Praktiken zu kurieren, die ein Ausbalancieren des Qi-Flusses im Körper zum Ziel haben. Einige dieser Techniken enthalten Pflanzenmedizin, spezielle Diäten und Ernährungslehren sowie Akupunktur. Da ein so genanntes vorgeburtliches Qi nicht vermehrt werden kann, steht die TCM Hungerkuren sehr kritisch gegenüber. Sie sollten nicht im Alltag durchgeführt werden, sondern nur spirituellen Zwecken dienen, etwa zur Meditation.

### Neiqi und Waiqi
Der Begriff Neiqi steht für den „Inneren Atem“ und bezeichnet die im Inneren des Körpers gespeicherte Energie. Hierzu steht im Gegensatz Waiqi, der „Äußere Atem“, also die eingeatmete Luft. Das Neiqi ist die bei der Geburt übernommene Energie des Ur-Atems, des Yuanqi (s. o.). Bei der Geburt des Menschen bilden sich durch Aufnahme des Ur-Qi Geist, Körper, Speichel und bei Männern der Samen.
Nach überlieferter Auffassung kommt es darauf an, das Neiqi im Inneren des Körpers zu stärken, zu formen und zu erhalten beziehungsweise möglichst in seinen ursprünglichen, reinen Zustand zurückzuführen. Hierzu dienen zahlreiche daoistische Atemübungen. Bis in die Tang-Dynastie herrschte die Meinung vor, dass bei Atemübungen die Luft anzuhalten sei, um die Energie im Körper zu erhalten und zirkulieren zu lassen. Diese Auffassung änderte sich dann in der Mitte der Tang-Dynastie. Es setzte sich nun die Meinung durch, dass beim Zirkulieren des Atems nicht das äußere Qi, sondern das innere Qi im Körper kreist, wodurch man von der gefährlichen Übung des Atemanhaltens für bis zu 200 Herzschläge Abstand nehmen konnte.

## Auf dem Verständnis von Qi basierende Lehren

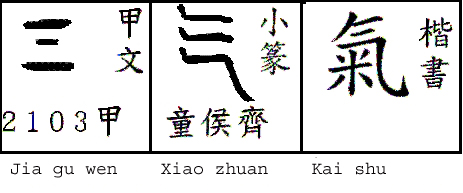
Historische Entwicklung des Zeichen Qi – 氣: Orakelknochenschrift (links) → kleine Siegelschrift (Mitte) → heutige Regelschrift (rechts)

Im chinesischen Kulturraum wurde dem Qi des Menschen schon immer besonderes Interesse entgegengebracht. Es bildeten sich daher eine Reihe von Lehren und Techniken, die besondere Wirkungen durch eine gezielte Beeinflussung des Flusses des Qi herbeizuführen versuchten.
Dabei wurde der allgemeine Begriff „Qi“ weiter verfeinert, wenn von speziellen Phänomenen oder Prozessen die Rede ist. So stammt z. B. das obengenannte „Leber-Qi“ aus dem Wortschatz der traditionellen chinesischen Medizin und beschreibt das Qi, welches den Funktionskreis Leber gesondert bei seiner Funktion im menschlichen Körper unterstützt.

### Qigong
Als Meditations-, Konzentrations- und Bewegungsform zur Kultivierung von Körper und Geist beschäftigt sich Qigong („Arbeit am Qi“) mit der Stärkung und Harmonisierung des Qi(-Flusses) im menschlichen Körper, wovon körperliche und geistige Gesundheit abhängen. Qigong gilt ebenfalls als eine der fünf Säulen der traditionellen chinesischen Medizin. Siehe auch Faqi.

### Feng Shui
Im Feng Shui wird die Beziehung des Menschen zu seiner Umwelt betrachtet. Es gilt diese so zu gestalten, dass sie dem Menschen angenehm und förderlich ist und dadurch der Kreislauf des Qi (-Flusses) im Körper und in der Umwelt günstig beeinflusst wird. Ebenso sollen ungünstige oder schädliche Wirkungen beseitigt werden. So wird im Feng Shui beispielsweise vom „schlechten Qi des Badezimmers“ gesprochen, wenn die schädlichen Einflüsse, die von einem Badezimmer ausgehen, betrachtet werden.

### Kampfkünste
In vielen fernöstlichen Kampfkünsten spielt die bewusste Wahrnehmung und Kontrolle über das Qi eine Rolle. Beispiele sind insbesondere die inneren Kampfkünste wie das Taijiquan und Aikidō, aber auch die Shaolin-Kampfkünste.
Dabei soll einerseits das Praktizieren der Kampfkunst den Fluss des Qi stärken und harmonisieren, andererseits soll der Praktizierende das Qi auch für die Kampfkunst verwenden können. Beispielsweise wird die Fähigkeit eines Kämpfers, bei einem Bruchtest dicke Bretter mit einem Schlag zerteilen zu können und sich dabei nicht zu verletzen, darauf zurückgeführt, dass dieser durch langes Training in der Lage ist, das Qi auf einen schmalen Bereich der Handkante zu konzentrieren. Die Stärke des Qi zeige sich neben der Freisetzung von Kraft auch in der Aufmerksamkeit für den Qi-Fluss in einer Konfliktsituation, was den Kampfkünstler in die Lage versetze, die Intentionen des Kontrahenten frühzeitig wahrzunehmen. Manche Kampfkünste wie das Aikidō entwickelten daraus das Prinzip des Aiki, d. h. der Abstimmung der Bewegung auf das universelle Qi zum Zwecke der Harmonisierung kontrahenter Energien.

### Neokonfuzianismus
Eine bedeutende Rolle spielte das Qi in der Lehre des neokonfuzianischen Philosophen Zhu Xi, der die beiden großen traditionellen Lehren des alten China, den Daoismus und den Konfuzianismus, miteinander zu verbinden versuchte. Zhu Xi unterschied Qi, den materiellen Aspekt der Wirklichkeit, und Li, die vorgegebene feste Ordnung, also den formellen Aspekt. Die Verbindung beider Wirklichkeitsaspekte führt seiner Auffassung nach zur Entstehung der sichtbaren Welt.

## Qi und westliche Kultur
Die Idee eines den Körper durchströmenden Qi-Stromes basiert auf sehr frühen chinesischen Vorstellungen, die auch heute noch von vielen Menschen in Asien getragen werden. Da das traditionelle daoistische Denken nicht in gleichem Maße wie die heutige naturwissenschaftliche Sicht zwischen objektiv-äußerer und subjektiv-innerer Wirklichkeit unterscheidet, stellen die unterschiedlichen Bedeutungsinhalte des Begriffs (Emotionen des Menschen, Atem, Dampf, Energie usw.) für Menschen, die von der Existenz des Qi überzeugt sind, keinen Widerspruch dar. Da das traditionelle Wissen eher auf Heil- und Wirksamkeit ausgerichtet ist als auf Gewinn an objektiver Erkenntnis, genügt es, die Wirkung des Qi in der Welt wahrzunehmen bzw. in den Wirkungen der auf dem Konzept aufbauenden Techniken zu spüren bzw. zu erahnen.
Eine Assimilation neuer naturwissenschaftlicher Erkenntnisse ist daher meist erfolgreich. Diese werden in das vorhandene Weltbild integriert, sofern sie für dessen Verständnis nützlich sind. Beispielsweise überraschte die Entdeckung von „Bazillen“ als Krankheitserreger die traditionelle chinesische Medizin nicht, da sie aus daoistischer Sicht phänomenologisch schon seit über 2000 Jahren funktional bekannt waren. Das Konzept eines „Abwehr-Qì“ konnte ebenfalls um die Erkenntnis der Immunabwehr erweitert werden.
Durch die Beschäftigung mit den traditionellen chinesischen Lehren und die Übernahme der genannten Gesundheitslehren und Techniken hat sich das Qi-Konzept seit den 1970er Jahren auch zunehmend in den Vorstellungen von Menschen des westlichen Kulturkreises verbreitet. Dabei kann es zu einer Vereinfachung des komplexen daoistischen Systems kommen. Besonders in der Esoterik wird das Qi dann als eine Art feinstofflicher Energie verstanden. Diese Ansicht wird durch die vereinfachte Übersetzung von Qi als Lebensenergie oder dergleichen verstärkt.
Naturwissenschaftlich ist die Existenz einer solchen Energieform nicht belegt.

### Sportmedizinische Sichtweise
Im westlichen Athletentraining spielt die klassische Sichtweise des Qi kaum eine Rolle. Bei physiologisch orientierten Versuchen, in denen asiatische Kampfkünstler angaben, ihr Qi in bestimmten Körperteilen z. B. in den Armen oder Beinen zu konzentrieren, zeigten Wärmebildkameras, dass genau dort eine erhöhte Muskelspannung vorlag, die für besondere Leistungen, wie kräftige Schläge auszuhalten oder auszuführen, vorbereitet war. Unter einem rein physiologischen Gesichtspunkt betrachtet, kann Qi demnach auch als einfache Muskelanspannung beschrieben werden, die man bewusst durch Nervenimpulse kontrolliert und vor allem konzentriert.

## Andere spirituelle Vorstellungen

### Klassische Konzepte
- Prana, die indische Konzeption
- Lung, der tibetische Ausdruck
- Mana, in den kulturellen und religiösen Überzeugungen der Völker Polynesiens
- Ruach, in der jüdischen Religion
- Pneuma, antike griechische Auffassung unter dem Blickwinkel der Gesamtheit des Qì
- Baraka, klassische arabische Auffassung; ist stark an Orte und teilweise an Personen und deren Heilkraft gebunden
- Inua bei den Inuit
- Wakȟáŋ bei den Siouxvölkern
- Manitu bei den Algonquin
- Orenda bei den Irokesen
- Pokunt bei den Shoshone[6]
- Mauala (Kwakiutl)
- Sgâna (Haida)
- Geomantie, Lehren arabischer Herkunft, die im mittelalterlichen Abendland reflektiert wurden

### Neuere Konzepte
Zudem bestehen neuere, teils esoterische Konzeptionen, in denen auch – entweder implizit oder sogar expressis verbis – Bezug auf das Qi genommen wird:
- Vitalismus, der eine allem Lebendigen innewohnende besondere Lebenskraft (vis vitalis) annimmt
- Der Animalische Magnetismus von Franz Anton Mesmer
- Die Idee des Od von Karl von Reichenbach
- Orgon, die Konzeption von Wilhelm Reich, für die er eine aus den Begriffen „Organ“ und „Orgasmus“ entlehnte Bezeichnung einführt

### Vergleiche
Die Bedeutungen der einzelnen Konzepte sind trotz vielfacher Gemeinsamkeiten in den verschiedenen spirituellen Systemen nicht deckungsgleich. Zum Beispiel der Begriff „Ruach“: Das hebräische Wort rûaḥ (רוּחַ) kommt im Tanach insgesamt 378 Mal vor und wird an bestimmten Stellen ‚Geist‘ übersetzt. Die Grundbedeutung von rûaḥ ist ‚Wind‘ und ‚Atem‘. In griechischen Übersetzungen des Tanach ist die Übersetzung als Pneuma (altgriechisch πνεῦμα pneũma „Geist“, „Hauch“, „Luft“, „Atem“) zu finden, ebenso im Neuen Testament.
Dabei ist unerheblich, ob die Vorstellungskonzepte von „Lebensenergien“, „spirituellen Kräfte“ oder „feinstofflichen Materien“, die in der „Welt“ und im menschlichen Körper „fließen“ und mit Vorstellungen von „Atem“, „Hauch“, „Wind“ oder „Dunst“ verbunden sind, sich ausschließlich esoterisch aus den kohärenten Systemen der einzelnen Religionen oder spirituellen Systemen erschließen lassen oder ob es tatsächlich ein gemäß dem empirisch-naturwissenschaftlichen Denken verpflichteten Nachweis ergibt oder ergeben wird in dem Sinne, dass sie physisch auffindbar sind. Sie sind für die religiöse Praxis irrelevant, denn entscheidend ist, dass sie in der meditativen Praxis, dem religiösen Ritual oder dem Heil- oder Opferritual über die Vorstellung individuell und kollektiv erfahrbar und wirksam werden können.
Als weitere Beispiele der verschiedenen spirituellen Systeme sind das hinduistische ātman (Sanskrit, n., आत्मन्, ātman, Pali: atta, urspr.: Lebenshauch, Atem) und prāna (Sanskrit, m., प्राण, prāṇa „Lebensatem“, „Lebenshauch“), sowie neschamah und rûaḥ (רוּחַ) auf Hebräisch, aber auch der psyche (altgriechisch ψυχή Seele) und pneuma (griechisch πνεῦμα pneũma „Geist“, „Hauch“, „Luft“, „Atem“) im antiken griechischen Kulturkreis oder die anima, der animus oder spiritus auf Latein anzuführen. Diese „Atem-Begriffe“ haben unterschiedliche Aspekte, wobei der Schwerpunkt ihrer Auslegung gelegentlich auf der natürlichen, manchmal eher auf der übernatürlichen Seite liegt.